# Dendroctonus rufipennis
Dendroctonus rufipennis, también conocido como escarabajo del abeto, es una especie de escarabajo de la corteza originaria de la Columbia Británica, Terranova y Labrador, Nueva Escocia, Ontario, Quebec, el norte de Manitoba, el Yukón, Colorado, Wyoming, Montana y Maine. Se sabe que destruye bosques de abetos, incluidos Picea engelmannii, Picea glauca, Picea sitchensis y Picea pungens. Los adultos miden en promedio de 4 a 7 mm de largo.